# Ирония судьбы, или С лёгким паром!
«Иро́ния судьбы́, и́ли С лёгким па́ром!» — советский двухсерийный телевизионный художественный фильм, поставленный режиссёром Эльдаром Рязановым в 1975 году и впервые показанный 1 января 1976 года на Первой программе ЦТ СССР.
В 1977 году был удостоен Государственной премии СССР.
Начиная с 1994 года показ фильма 31 декабря по телевидению стал традицией.

## Сюжет
Фильм начинается с сатирической мультипликационной заставки о создании и повсеместном распространении типовых проектов жилых домов, формирующих однообразную застройку в различных городах мира и даже в африканской пустыне (автор и художник мультипликации — Виталий Песков).

### 1-я серия
Действие начинается в московской новостройке. Павел едет к своему другу детства Жене, чтобы пригласить его в баню, куда по традиции они ходят дружеской компанией каждый год 31 декабря. В автобусе (в развитие основной идеи пролога) он про себя размышляет над тем, как удобно стало жить, когда все дома и прочие здания во всех городах стали строить одинаковыми. В это время 36-летний хирург Женя Лукашин, закоренелый холостяк, живущий вдвоём с матерью и недавно переехавший в новую квартиру по адресу 3-я улица Строителей, дом № 25, квартира № 12, собирается встретить Новый год со своей невестой Галей; они вместе наряжают ёлку. Планируя в новогоднюю ночь сделать Гале предложение руки и сердца, он ненароком рассказывает ей, что когда-то уже делал предложение другой женщине, но, испугавшись предстоящих перемен в своей жизни, сбежал в Ленинград. В знак серьёзности своих нынешних намерений Женя даёт Гале ключи от квартиры.
Несмотря на то, что Павлу не удаётся поговорить с Женей (он как раз в этот момент приглашал Галю на встречу Нового года, и мама тактично выпроводила друга), Лукашин всё равно идёт в баню, где, кроме Павла, его ждут ещё два друга детства — Саша и Миша. О том, что у Жени есть невеста, его друзья узнают только в эту встречу. Отмечая предстоящую Женину женитьбу, друзья изрядно выпивают и отправляются в аэропорт провожать Павла, который должен лететь в Ленинград к своей жене, задержавшейся там в командировке. Однако в аэропорту нетрезвые Саша и Миша хоть и вспоминают, что один из их компании должен полететь в Ленинград, но не могут вспомнить, кто именно. Женю и Пашу спрашивать бесполезно — они, будучи сильно нетрезвыми, уснули. Методом исключения друзья приходят к выводу, что раз сами они не летят — это могут быть либо Павел, либо Женя. Не рискнув бросать монетку и основываясь на разговорах о свадьбе, они сажают в самолёт Женю, предположив, что невеста ждёт его именно в Ленинграде.
Проснувшись только в ленинградском аэропорту и не осознавая, что находится в другом городе, Женя берёт такси и называет свой московский адрес. По невероятному совпадению в Ленинграде по этому адресу находится точно такой же типовой дом, как и в Москве, — к типовому замку вполне подходит ключ от московской квартиры, типовая мебель ничем не отличается от московской, а в квартире (также после новоселья) царит беспорядок. Ничего не подозревающий Женя мирно засыпает.
В квартиру возвращается хозяйка — 34-летняя Надя Шевелёва, незамужняя учительница русского языка и литературы. С ужасом она обнаруживает на своей тахте спящего незнакомца и пытается его разбудить. Сонный и не протрезвевший Женя сопротивляется. Он никак не может взять в толк, почему посторонняя женщина нагло вошла в его собственную (как он считает) квартиру и теперь прогоняет его. Пытаясь доказать свою правоту, Женя показывает Наде свой паспорт, а она, в свою очередь, показывает ему свой, из которого становится ясно, что Женя находится в Ленинграде. Узнав об этом, Женя приходит в отчаяние: Галя может неверно истолковать его внезапное исчезновение.
В это время появляется жених Нади, с которым она собиралась встретить Новый год, — Ипполит Георгиевич, уже немолодой мужчина, серьёзный и «правильный». Обнаружив в квартире постороннего, он устраивает невесте сцену ревности. Женя уходит, но, обнаружив, что денег на обратный билет до Москвы у него нет, возвращается, чтобы попросить взаймы. У Ипполита это вызывает новую вспышку ревности, и в гневе он уходит. Сочувствуя незадачливому гостю, Надя разрешает ему позвонить с её домашнего телефона: сначала в аэропорт — узнать, когда первый самолёт в Москву; затем — чтобы объясниться со своей невестой, но Галя, услышав про Ленинград, не хочет ничего слушать и бросает трубку. Женя и Надя встречают Новый год, в это же самое время Ипполит на своей машине гоняет по заледенелым улицам ночного Ленинграда.

### 2-я серия
Вынужденно находясь в одной квартире, товарищи по несчастью постепенно начинают проникаться друг к другу симпатией. Тут к Наде возвращается Ипполит и извиняется перед ней за свою ревность, но, ещё раз застав у своей невесты Женю, затевает ту же сцену, которая в итоге заканчивается дракой двух мужчин, за что Надя выгоняет из дома обоих. Однако Женя, под предлогом того, что забыл портфель с веником, снова возвращается, и Надя, которой незваный гость уже начал нравиться, предлагает ему остаться. Почувствовав взаимность, Женя начинает вести себя всё более самоуверенно. Он выбрасывает в форточку стоящую на полке фотографию Ипполита и открыто заявляет Наде, что не хочет торопиться с возвращением домой. Надя не испытывает восторга от нахрапистости нового знакомого. Надеясь поскорее отправить Женю домой, она едет на такси на Московский вокзал и покупает ему билет на поезд до Москвы, но Женя выбрасывает билет в окно, а также разрывает принесённую Надей с улицы фотографию Ипполита. Надя поначалу возмущается, называя Женю авантюристом и бесстыжим нахалом (хотя уже и несколько «картинно»), но сдаётся перед напористостью нового ухажёра и целуется с ним. В этот момент в квартиру вваливается пьяный Ипполит и поражает Женю и Надю своим сумасбродным поведением (принимает душ прямо в пальто и шапке) и при этом логичными и близкими к истине рассуждениями о произошедшем этим вечером и ночью. Мокрый «от слёз» Ипполит уходит из Надиной квартиры насовсем.
Слова Ипполита производят впечатление на Надю — она вслух замечает, что у них с Женей не может быть будущего, а всё, что произошло этой новогодней ночью, было заблуждением и мимолётной страстью. Женя самолётом возвращается в Москву. Дома его встречает растерянная мама, напуганная неожиданным исчезновением сына. Женя сообщает ей, что он по чужой ошибке улетел в Ленинград вместо Павла и там встретил другую женщину, но не надеется соединиться с любимой и решил, как и прежде, остаться холостяком.
Уставший после невероятной и суматошной ночи Женя снова мирно спит, на этот раз уже в своей квартире. Женская рука открывает дверь: это Надя прилетела в Москву с формальной причиной — вернуть Жене забытый им портфель с веником. Она садится рядом со спящим Женей и с улыбкой смотрит на него. Проснувшись, он не сразу понимает, что видит Надю наяву: она приехала, чтобы навсегда остаться с ним.

## В ролях
| Актёр               | Роль                                                                      | Озвучивание                                             |
| ------------------- | ------------------------------------------------------------------------- | ------------------------------------------------------- |
| Андрей Мягков       | Женя Лукашин , хирург                                                     | вокал — Сергей Никитин                                  |
| Барбара Брыльска    | Надя Шевелёва , учительница русского языка и литературы                   | озвучивание — Валентина Талызина, вокал — Алла Пугачёва |
| Юрий Яковлев        | Ипполит Георгиевич , жених Нади                                           |                                                         |
| Любовь Добржанская  | Марина Дмитриевна , мама Жени                                             |                                                         |
| Ольга Науменко      | Галя , невеста Жени                                                       |                                                         |
| Лия Ахеджакова      | Таня , подруга и коллега Нади                                             |                                                         |
| Валентина Талызина  | Валя , подруга и коллега Нади                                             |                                                         |
| Александр Ширвиндт  | Павел / голос за кадром в начале фильма , друг Жени                       |                                                         |
| Георгий Бурков      | Миша , друг Жени                                                          |                                                         |
| Александр Белявский | Саша , друг Жени                                                          |                                                         |
| Любовь Соколова     | мама Нади                                                                 |                                                         |
| Готлиб Ронинсон     | пассажир в аэропорту Ленинграда, ожидающий посадки на рейс до Красноярска |                                                         |
| Эльдар Рязанов      | камео пассажир в самолёте (не указан в титрах)                            |                                                         |

## Съёмочная группа
- Авторы сценария: Эмиль Брагинский, Эльдар Рязанов
- Режиссёр-постановщик: Эльдар Рязанов
- Главный оператор: Владимир Нахабцев
- Главный художник: Александр Борисов
- Второй режиссёр: Игорь Петров
- Звукооператор: Юрий Рабинович
- Композитор: Микаэл Таривердиев
- Художник по костюмам: Ольга Кручинина
- Художник по гриму: Ольга Струнцова
- Кинооператоры: Вадим Алисов, Сергей Арманд, Борис Кочеров
- Комбинированные съёмки: Борис Травкин (оператор), Валентин Гласс (художник)
- Монтаж: Валерия Белова
- Ассистенты режиссёра: Наталья Коренева, Григорий Торчинский
- Ассистенты оператора: Владимир Горшков, Владимир Батузов, Александр Михалычев, Сергей Кочебуров, Николай Коробейник
- Ассистент монтажёра: Элеонора Праксина
- Художник-декоратор: И. Фёдоров
- Мастер по свету: Марк Вайсман
- Автомобильные трюки: Г. Клементьев
- Редактор: И. Наумова
- Музыкальные редакторы: Раиса Лукина, Арсений Лаписов (в титрах — В. Лаписов)
- Дирижёр: Георгий Гаранян
- Мультипликационная заставка в начале фильма: Виталий Песков
- Директор картины: Ефим Голынский

## Производство
Фильм стал авторской экранизацией пьесы Эмиля Брагинского и Эльдара Рязанова «С лёгким паром! или Однажды в новогоднюю ночь…», написанной в 1969 году, которая к моменту постановки фильма с успехом шла в нескольких театрах по всему СССР.
Эльдар Рязанов рассказывал, что когда по сюжету требовалось упомянуть какого-либо человека, они с Брагинским вставляли в диалог фамилии своих друзей. Так, в начале фильма Женя и Галя в разговоре несколько раз упоминают Катанянов, которые приглашали их к себе встречать Новый год. Рязанов подразумевал Василия Катаняна — своего ближайшего друга, однокурсника по ВГИКу и коллегу по ЦСДФ, совместно с которым они в 1950-х годах снимали документальные фильмы.

### Подбор актёров
Роль Гали первоначально должна была играть Наталья Гвоздикова.
Женю Лукашина мог сыграть Андрей Миронов, однако говорить о том, что он «не пользовался успехом у женщин», по сюжету было невозможно — никто бы не поверил. Поэтому его кандидатуру пришлось отклонить. Сам Рязанов рекомендовал Миронову присмотреться к роли Ипполита, но Миронову этот персонаж был неинтересен. Также на эту роль пробовались Олег Даль, Пётр Вельяминов, Станислав Любшин и Иннокентий Смоктуновский. По воспоминаниям Эльдара Рязанова, Андрея Мягкова из театра «Современник» он знал как хорошего драматического артиста, но в его комедийные возможности не очень-то верил. Поэтому к предложению снять кинопробу Мягкова он отнесся скептически. Однако с первых же репетиций ему стало ясно, что Мягков — основной кандидат на роль Лукашина. А после кинопробы съёмочная группа единодушно его утвердила — герой был найден! Против были в Госкино, по словам Андрея Мягкова, режиссёру там было сказано, что «утверждай кого хочешь, но только не Мягкова, он — пьяный, он даже на пробах пьяный!»
На роль Нади Шевелёвой пробовались многие советские актрисы — Людмила Гурченко, Валентина Талызина, Светлана Немоляева, Ольга Волкова, Антонина Шуранова. Однако Рязанов счёл эти пробы неудачными. После просмотра польского фильма «Анатомия любви», где главную женскую роль (Ева) исполнила Барбара Брыльска, Рязанов принял решение пригласить эту актрису на пробы «Иронии».
На роль Ипполита вначале был утверждён Олег Басилашвили. Однако во время съёмок скончался его отец, а затем ушёл из жизни актёр Ефим Копелян, коллега Басилашвили по БДТ, в связи с чем Басилашвили не смог приехать на съёмки. По этой причине в начале марта Рязанов пригласил на эту роль Юрия Яковлева. Тем не менее, когда Надя в фильме подбирает со снега выброшенную Женей из окна фотографию Ипполита, на ней запечатлён Басилашвили, а не Яковлев. Этот кадр режиссёр не успел переснять, поскольку зима закончилась и снег растаял.

### Съёмки

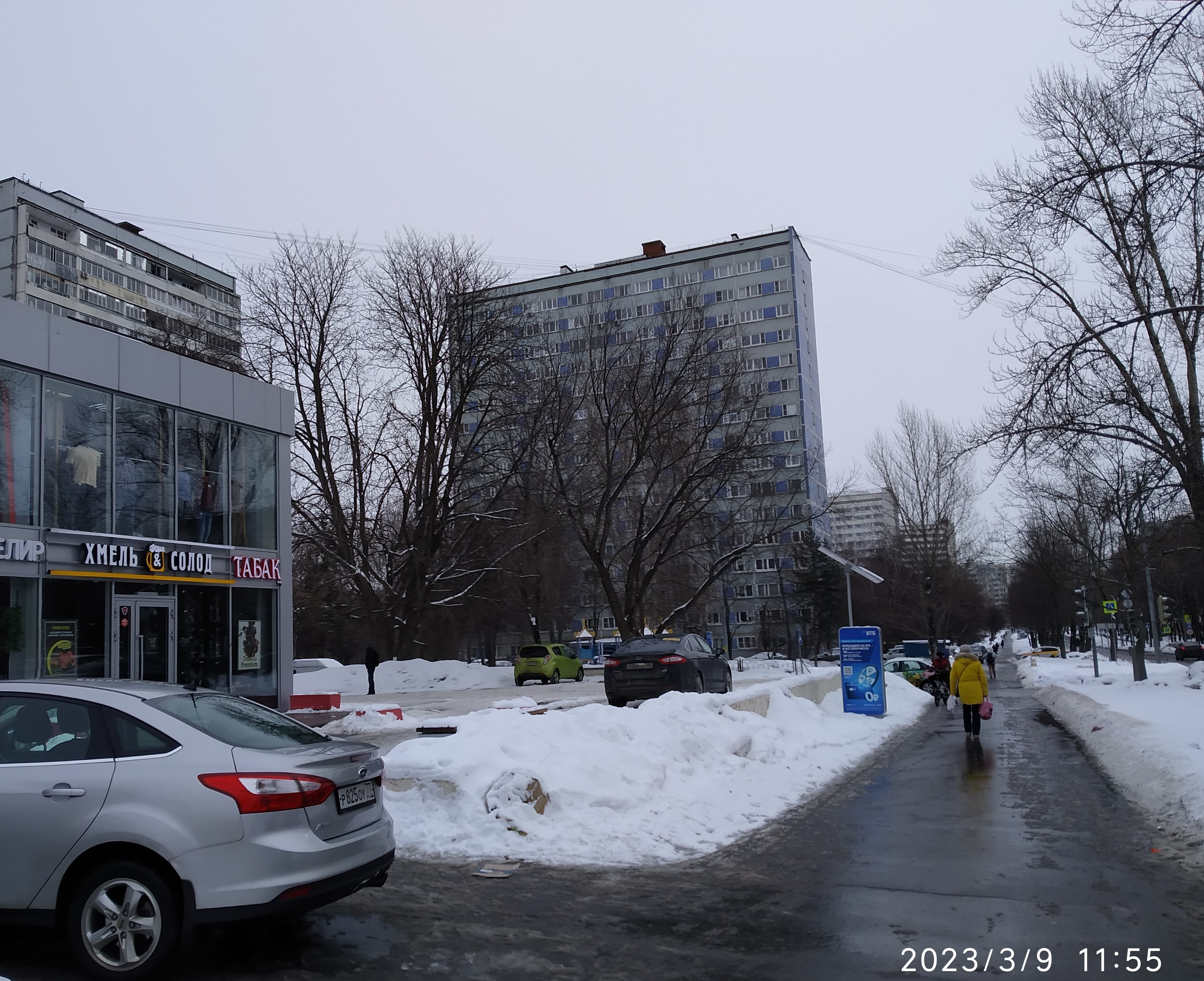
Улица Шверника, Москва. Здесь снималась сцена новогодней ярмарки, на которой Павел покупал шампанское. Фото 2023 года

Съёмки фильма начались 22 января 1975 года. В качестве типового дома по адресу 3-я улица Строителей, 25 в фильме сняты два экспериментальных панельных дома, расположенных в московском районе Тропарёво-Никулино по адресам: проспект Вернадского, 113 (дом Нади Шевелёвой) и проспект Вернадского, 125 (дом Жени Лукашина). В реальности же прототипы «типового» дома были построены по экспериментальному проекту, реализованному всего в трёх зданиях на этом проспекте.
В 2003 году на стене дома, где жил герой фильма Женя Лукашин, была установлена мемориальная табличка, торжественно открытая при участии Эльдара Рязанова. Алюминиевую пластину украли на следующий день. В 2007 году бронзовые таблички появились на двух домах — Жени и Нади, но табличка на доме 125 снова была украдена.
К моменту съёмок в Москве уже не было 3-й улицы Строителей: она существовала с 1958 по 1963 год, после чего её переименовали в улицу Марии Ульяновой. Тем не менее на доме 25 по этой улице была установлена табличка о фильме в виде портфеля с веником.

### Музыка
Ознакомившись со сценарием, композитор Микаэл Таривердиев был удивлён его жанровым непостоянством. В итоге он определил для себя фильм как «рождественскую сказку»: «…Сказку о том, что все мы — независимо от возраста — ждём, когда с неба (без всяких наших на то усилий) свалится на голову принц или принцесса. Прекрасные, очаровательные, любящие, которые нас поймут, как никто до этого не понимал. О ней мечтают все и думают с теплом и доброй иронией». В качестве музыкального аккомпанемента совместно с Рязановым они выбрали восемь романсов — «о любви, о счастье, о ревности, о доброте, о желании быть понятым» — которые поначалу звучат резким контрапунктом с тем, что происходит на экране, но затем «ножницы между звуковым рядом и изображением сближаются. Вот такая в музыке получается драматургия — иная, чем в сценарии».
Первоначально песни для фильма готовилась исполнять Анна Герман, однако запись не состоялась — в смету не были заложены средства на приглашение иностранной певицы. В итоге была приглашена Алла Пугачёва.
Саундтрек к фильму был частично издан на мини-альбоме в 1975 году и на диске-гиганте Таривердиева в 1976 году. В полноценном виде он был представлен на CD в 2009 году фирмой «Бомба-Мьюзик». В 2016 году саундтрек был издан на грампластинке в Великобритании на лейбле «Earth», в 2019 году — на цветном виниле «Бомбой-Мьюзик».
| Название                                      | Автор текста       | Исполнитель песни/стихов           |
| Со мною вот что происходит                    | Евгений Евтушенко  | Сергей Никитин                     |
| Никого не будет в доме                        | Борис Пастернак    | Сергей Никитин                     |
| По улице моей                                 | Белла Ахмадулина   | Алла Пугачёва                      |
| На Тихорецкую                                 | Михаил Львовский   | Алла Пугачёва                      |
| Если у вас нету тёти (Ария московского гостя) | Александр Аронов   | Сергей Никитин                     |
| Мне нравится                                  | Марина Цветаева    | Алла Пугачёва                      |
| Я спросил у ясеня                             | Владимир Киршон    | Сергей Никитин                     |
| У зеркала                                     | Марина Цветаева    | Алла Пугачёва                      |
| Баллада о прокуренном вагоне                  | Александр Кочетков | Андрей Мягков и Валентина Талызина |

В 2014 году радиостанция «Серебряный дождь» включила пластинку с песнями из кинофильма в свой перечень «50 культовых пластинок фирмы „Мелодия“».

## Показ
Осенью 1975 года, незадолго до официальной телевизионной премьеры, фильм посмотрели телезрители Грузии в рамках программы Всесоюзного фестиваля телевизионных фильмов (проходившего в Тбилиси), на котором картина заняла первое место.
Аудитория первого показа по Первой программе ЦТ оценивается в 100 миллионов зрителей; уже 7 февраля фильм повторили по многочисленным просьбам зрителей. До 1978 года, согласно мнению Фёдора Раззакова, фильм «по ТВ посмотрели порядка 250 миллионов человек». Фильм в сокращённом виде шёл и в кинотеатрах, где его посмотрели около 7 миллионов зрителей.

## Награды
- 1976 — «Ирония судьбы, или С лёгким паром!» признана по опросу журнала «Советский экран» лучшим фильмом года[37].
- 1976 — Андрей Мягков признан лучшим актёром СССР по опросу журнала «Советский экран»[38].
- 1976 — Алле Пугачёвой был полностью посвящён отборочный выпуск Всесоюзного телевизионного фестиваля «Песня-76» от 25 сентября 1976 года, где из 8 песен она исполнила в том числе и 4 песни из кинофильма:
  - «На Тихорецкую»,
  - «Мне нравится»,
  - «По улице моей»,
  - «У зеркала»[39].
- 1977 — Государственная премия СССР. Награждены:

- режиссёр Эльдар Рязанов;
- исполнители главных ролей Андрей Мягков и Барбара Брыльска;
- композитор Микаэл Таривердиев;
- оператор Владимир Нахабцев;
- автор сценария Эмиль Брагинский.

## Новеллизация
Существует новеллизация (драма с развёрнутыми ремарками) «Иронии судьбы», которая опубликована в составе различных сборников из новеллизаций фильмов Эльдара Рязанова. Она несущественно отличается от фильма и от пьесы.

## Культурное влияние
- В 1981 году на XXVI съезде КПСС Леонид Брежнев в своём отчётном докладе упомянул фильм:

Не надо объяснять, как важно, чтобы всё окружающее нас несло на себе печать красоты, хорошего вкуса. Олимпийские объекты и некоторые жилые кварталы Москвы, возрождённые жемчужины прошлого и новые архитектурные ансамбли Ленинграда, новостройки Алма-Аты, Вильнюса, Навои, других городов — это наша гордость. И всё же градостроительство в целом нуждается в большей художественной выразительности и разнообразии. Чтобы не получалось, как в истории с героем фильма, который, попав по иронии судьбы в другой город, не сумел там отличить ни дом, ни квартиру от своей собственной. (Оживление в зале. Аплодисменты.)
- В 2001 году в КНДР вышел фильм с названием «Желаем счастья!», сюжет которого идентичен сюжету «Иронии судьбы» Рязанова. Героям фильма даны корейские имена. В корейском варианте, разумеется, нет ни бань, ни застолий.[42] Комедия «Желаем счастья!» рассказывает о скромном пхеньянском инженере, который случайно путает дома и приходит знакомиться не с той невестой. Любовный треугольник здесь не получается, так как северокорейский Ипполит благородно уступает дорогу сопернику.[43]
- В 2006 году Юрий Яковлев и Барбара Брыльска заново исполнили свои роли в музыкальном фильме «Первый скорый», где Брыльску снова озвучила Валентина Талызина. В одном из эпизодов Надя встречается с Ипполитом, и из их разговора выясняется, что Надя не вышла замуж за Лукашина, так как он снова пошёл в баню и по ошибке улетел в другой город. Ипполит же так и не женился, потому что всю жизнь ждал Надю.
- В 2007 году режиссёр Тимур Бекмамбетов снял сиквел «Ирония судьбы. Продолжение». Согласно сюжету фильма, Надя вернулась к Ипполиту, а Лукашин — к Гале; у обеих пар родились дети, но семьи всё равно распались. Основная сюжетная линия — судьбы сына Лукашина и дочери Нади, с которыми повторяются события оригинального фильма.
- В серии «Ирония любви» сериала «Счастливы вместе», снятой в 2008 году, главный герой Гена Букин (актёр Виктор Логинов), подобно Жене Лукашину, пошёл в баню со своими друзьями и по такой же ошибке попал в похожую квартиру в Красноярске, где также познакомился с хозяйкой квартиры. Её роль исполнила Мария Сёмкина.
- В 2012 году режиссёр Виктор Шамиров снял независимый фильм «Со мною вот что происходит», в котором звучит одноимённая песня в исполнении Гоши Куценко, а также имеются отсылки к картине Рязанова[44].
- В 2013 году в Индии был снят фильм с названием «Я люблю Новый год», сюжет которого идентичен сюжету «Иронии судьбы» Рязанова. Героям фильма даны индийские имена, а вместо Москвы и Ленинграда фигурируют Чикаго и Нью-Йорк, куда, по сюжету, прилетает герой. Индийские продюсеры умалчивают о заимствовании идеи и сюжета фильма из советской кинотрагикомедии[45][46][47]. Впрочем, в отношении индийцев судебное дело о плагиате не возбуждалось.[источник не указан 236 дней]
- В апреле 2021 года стало известно, что стартовало производство англоязычного ремейка картины — под названием «Ирония судьбы в Голливуде» (англ. About Fate, режиссёр Марюс Вайсберг). Съёмки прошли летом того же года, главные роли исполнили Эмма Робертс, Томас Манн, Мэделин Петш, Бритт Робертсон. Фильм вышел в прокат в сентябре 2022 года. В российских СМИ он получил смешанные оценки, среди которых преобладали отрицательные[48].
- Реплики персонажей фильма пополнили словари современных афоризмов, они употребляются в бытовом обиходе. Так, фраза Ипполита «Какая гадость эта ваша заливная рыба!» используется как шутливая форма осуждения чего-либо (необязательно блюда), а строка «Думайте сами, решайте сами» из песни на стихотворение А. Аронова — как ироническое приглашение поразмыслить над чем-либо[49].
- В 2016 году в рамках строительства второй очереди космодрома Восточный в ЗАТО Циолковский появилась 3-я улица Строителей как увековечение памяти умершего в 2015 году Эльдара Рязанова (1-й и 2-й улиц Строителей в городе нет)[50].
- В романе А. Зорича «Завтра война» фигурирует мюзикл «С лёгким паром».

### Пародии
- «Ирония судьбы» в разное время пародировалась в передачах «Осторожно, модерн!»[51], «Оба-на!»[52], Comedy Club, «Городок»[53], «Вечерний Ургант», а также неоднократно — в КВН[54][55][56][57][58][59][60].
  - В шоу «Вечерний Ургант» показывалась пародия на фильм, где роли главных героев исполнили дети из рубрики «Взгляд снизу».
- Несколько раз фильм пародировался в программе «Большая разница»:
  - «Ирония судьбы» с иностранными режиссёрами и актёрами (также пародировались Джеймс Бонд, Джеки Чан, Арнольд Шварценеггер, Роуэн Аткинсон в роли Мистера Бина, Стивен Спилберг и другие)[61];
  - «Ирония судьбы» с пародированием рекламы (в современном (1990-х годов — нач. XXI века) стиле рекламируются товары и услуги времён СССР)[62];
  - «Ирония судьбы» в стиле фильма «Аватар»[63];
  - «Ирония судьбы» в японском стиле[64]. Кроме того, пародия на фильм показывалась и в передаче «„Большая разница“ в Казахстане»[65].
- 31 декабря 2022 года на ТНТ состоялась премьера пародийного полнометражного фильма «СамоИрония судьбы» с Тимуром Батрутдиновым, Ольгой Картунковой и Филиппом Киркоровым в главных ролях[66][67].

## Критика

### Сценарий
Сергей Кара-Мурза в своей книге «Неполадки в русском доме» разместил критическую статью, в которой упрекал Рязанова в «антисоветскости» его героев, а также в формировании и культивировании им образов «внутренних эмигрантов». По его мнению, герои фильма «Ирония судьбы» — «типичные интеллигенты тех лет с близкими этому кругу социальными чертами», которым, однако, далеко за тридцать, у них нет семьи и детей, зато есть энергичные мамы, заботящиеся о комфорте и материальном благополучии. Неброские признаки «надуманной элитарности, аристократичности» героев фильма были подхвачены и усвоены весьма значительной частью интеллигенции, в итоге «с восторгом принявшей Перестройку и аплодировавшей Сахарову».
В декабре 2018 года с критикой традиции ежегодного показа данного фильма по телевидению 31 декабря выступил митрополит Рязанский Марк. По его мнению, идея фильма — «чтобы случилось чудо, не нужен труд, можно просто встретиться, посидеть, напиться» — подрывает устои христианства как неустанного труда над собой, а обретение героями новой любви построено на предательстве. Андрей Мягков поддержал идею прекращения ежегодной трансляции фильма.

### Персонажи
В постсоветские годы немалое число психологов пытались набросать «психологический портрет» главных героев, абстрагируясь от культовости фильма. Общее мнение специалистов оказалось негативным и не праздничным. У всех главных персонажей задержалась сепарация от матерей при отсутствии отца. Такие люди, и это заметно в фильме, часто вырастают с глубоким чувством вины и долга по отношению к матери, вплоть до невротизации. Браки в любом варианте: Надя—Ипполит, Надя—Женя, Галя—Женя — стали бы сугубо «функциональными», лишёнными романтического наполнения союзами, в которых оба партнёра решают социально-имиджевые задачи. Профессиональный уровень персонажей контрастирует с личностной незрелостью, несмотря на возраст. По сути это фильм о том, как никто никого не любит и никто, по большому счёту, никому не нужен. Но психологи отмечают, что подобный функциональный и в чём-то жертвенный тип отношений в СССР воспринимался нормально, так как тогда в воспитании делался упор на общественные интересы, а не на личную жизнь.
В трактовке некоторых[кто?] зарубежных зрителей персонажи фильма — «странные аморальные личности в новогодних декорациях».

Кадр с опечаткой

### Титры
Александра Маянцева из «Комсомольской правды» обратила внимание на опечатку в слове «исключительно» (пропущена буква «л») в открывающих титрах фильма: «Только под Новый год могла появиться такая исключительная комедия, где титры написаны с ошибками».